# Зубкова Катерина Михайлівна
Катери́на Миха́йлівна Зубко́ва  (*14 липня 1988, Харків) — українська плавчиня, майстер спорту України міжнародного класу.

## Життєпис
З 7-ми років (1995 р.) почала займатися плаванням у СДЮШОР «Спартак» під керівництвом тренера Ірини Лобановської. Першим змаганням була першість Харківської області у 1996 р. (виборола перше місце). У 2001 р. в Миколаєві на Літньому чемпіонаті України з плавання виконала нормативи майстра спорту.
У 2002 р. на Чемпіонаті України посіла III місце на дистанції 100 м та II місце на дистанції 50 м. На «Міжнародних юнацьких іграх» у Москві (2002 р.) завоювала дві срібні й одну бронзову медалі.
У 2003 р. на змаганнях Кубка України встановила свій перший рекорд України на дистанції 50 м «батерфляй». У тому ж році стала другою (срібна призерка) на Чемпіонаті Європи серед юніорів (50 на спині, Глазго) і отримала 3 золоті медалі на Чемпіонаті України.
Срібна призерка у естафетному плаванні(попередній заплив) Чемпіонату Європи 2004 р. у Мадриді. Учасниця XXVIII Олімпійських Ігор 2004 р. у Афінах (100 батерфляй — 30 місце, естафета — 10 місце). Чемпіонка Європи на дистанції 100 м на спині та срібна призерка на дистанції 50 м на спині чемпіонату Європи 2004 р. у Відні у 25-ти м басейнах.
2005 р. — переможниця (Москва) і призерка етапів Кубку Світу, учасниця Чемпіонату Світу (Монреаль, Канада).
У січні 2006 р. у Росії (Москва) на етапі Кубку Світу завоювала 2 золоті медалі (200 м і 100 м на спині) та 2 бронзові медалі (50 м на спині та 100 м комплексне плавання), переможниця етапу Кубку Світу (Берлін). Катерина Зубкова була названа найкращою спортсменкою січня 2006 р.
У серпні 2007 р. брала участь на літній Універсіаді в Бангкоку як студентка факультету міжнародних економічних відносин і туризму ХНУ ім. В. Н. Каразіна.
Катерина Зубкова встановила 8 рекордів України на дистанціях 50 м, 100 м на спині, 50 м батерфляєм та естафетному плаванні у 25-ти м басейнах.